# دانييل ستيرن
دانييل ستيرن (بالإنجليزية: Daniel Stern)‏ مواليد 28 أغسطس 1957 في ماريلند، الولايات المتحدة، هو ممثل ومخرج أمريكي بدأ مسيرته الفنية سنة 1977.

## وصلات خارجية
- دانييل ستيرن على موقع IMDb (الإنجليزية)
- دانييل ستيرن على موقع روتن توميتوز (الإنجليزية)
- دانييل ستيرن على موقع ألو سيني (الفرنسية)
- دانييل ستيرن على موقع أول موفي (الإنجليزية)
- دانييل ستيرن على موقع قاعدة بيانات برودواي على الإنترنت (الإنجليزية)
- دانييل ستيرن على موقع قاعدة بيانات الأفلام السويدية (السويدية)
- دانييل ستيرن على موقع إن إن دي بي (الإنجليزية)
- دانييل ستيرن على موقع قاعدة بيانات الفيلم (الإنجليزية)
- دانييل ستيرن على موقع كينوبويسك (الروسية)